# Lala Schneider
Lala Schneider (Irati, 23 de abril de 1926 – Curitiba, 28 de fevereiro de 2007) foi uma atriz brasileira, conhecida como a "primeira-dama do teatro paranaense". Também foi considerada uma das cinco melhores atrizes do Brasil, tendo atuado em teatro, televisão e cinema.

## Carreira
Neta dos quatro costados de imigrantes alemães, Lala iniciou a carreira em 1950 na peça "O poder do amor", no Teatro de Adultos do Serviço Social da Indústria (Sesi). Na época, trabalhava no setor administrativo do Sesi, onde ficou até se aposentar. Ela foi uma das fundadoras do Teatro de Comédia do Paraná.
Ao longo dos seus 57 anos de carreira, Lala fez inúmeras montagens e ganhou dezesseis prêmios, entre eles o Troféu Gralha Azul na categoria melhor atriz, em 1984-1985 (por "Colônia Cecília") e em 1992-1993 (por "O vampiro e a Polaquinha"). Em 1994 foi homenageada com a inauguração de um teatro em Curitiba com o seu nome, o Teatro Lala Schneider.
Em seus últimos anos de vida, também foi diretora e professora de interpretação.

## Morte
Lala foi encontrada morta na sua cama, aos oitenta anos de idade. Segundo a família não se encontrava doente, mostrando apenas alguns problemas de coluna e alguma ansiedade. Foi velada no Teatro Guaíra e o seu corpo foi sepultado no Cemitério do Boqueirão, na capital paranaense.

## Trabalhos

### Cinema
| Ano  | Título                   | Papel         | Notas                                                               |
| ---- | ------------------------ | ------------- | ------------------------------------------------------------------- |
| 1968 | Maré Alta                | —             |                                                                     |
| 1971 | A Guerra dos Pelados     | —             |                                                                     |
| 1976 | Aleluia, Gretchen        | Minka         |                                                                     |
| 1978 | Os Galhos do Casamento   | Mercedes      |                                                                     |
| 1994 | Making of Curitiba       | —             |                                                                     |
| 2000 | O Cerco da Lapa          | —             |                                                                     |
| 2004 | Vovó vai ao Supermercado | Vovó          | Curta Metragem - Prêmio de Melhor atriz 2004 no Festival de Gramado |
| 2007 | Café de Teatro           | —             | Média metragem de Adriano Esturilho                                 |
| 2008 | Mistéryos                | Velha Senhora | Lançamento póstumo                                                  |

### Televisão
| Ano  | Título              | Papel         | Notas                        |
| ---- | ------------------- | ------------- | ---------------------------- |
| 1966 | O Direito de Nascer | Conceição     |                              |
| 1967 | Estranha Melodia    | Conceição     |                              |
| 1967 | Vida Roubada        | Marta         |                              |
| 1980 | Maria Bueno         |               |                              |
| 1990 | Lua Cheia de Amor   | Nina Sudonov  |                              |
| 1991 | Felicidade          | Celeste       |                              |
| 1992 | Tereza Batista      | Otaviana      |                              |
| 1993 | Sonho Meu           | Médica        | [ 5 ]                        |
| 2006 | A Diarista          | Sindica Chata | Episódio: "Aquele da Pressa" |

## Teatro
- O Poder do Amor (1950)
- Entre Quatro Paredes (1959)
- Antes do Café (1959)
- Um Elefante no Caos (1963)
- Um Bonde Chamado Desejo (1964)
- A Megera Domada (1964)
- As Colunas da Sociedade (1966)
- Colônia Cecília (1984/85) , Troféu Gralha Azul para melhor atriz
- Mistérios de Curitiba (1990)
- O Vampiro e a Polaquinha (1992/93) , Troféu Gralha Azul para melhor atriz
- Estou te Escrevendo de Um País Distante (1997)
- Os Incendiários (2000)